# Piz Forbesch
Il Piz Forbesch (3.262 m s.l.m.) è una montagna delle Alpi Retiche occidentali (sottosezione Alpi del Platta).

## Descrizione
Si trova nel Canton Grigioni in Svizzera nel comune di Surses.